# Demicryptochironomus antennarius
Demicryptochironomus antennarius är en tvåvingeart som beskrevs av Yan, Tang och Wang 2005. Demicryptochironomus antennarius ingår i släktet Demicryptochironomus och familjen fjädermyggor. Inga underarter finns listade i Catalogue of Life.